# (16479) Paulze
(16479) Paulze est un astéroïde de la ceinture principale.

## Description
(16479) Paulze est un astéroïde de la ceinture principale. Il fut découvert le 20 août 1990 à La Silla par Eric Walter Elst. Il présente une orbite caractérisée par un demi-grand axe de 2,98 UA, une excentricité de 0,10 et une inclinaison de 10,4° par rapport à l'écliptique.

## Compléments